# Jann Mardenborough
Jann Mardenborough (ur. 9 września 1991 w Darlington) – brytyjski kierowca wyścigowy.

## Życiorys

### Wyścigi GT
Mardenborough zaczynał karierę nietypowo, gdyż po wygraniu mistrzostw w rywalizacji komputerowej, trafił do Akademii GT przygotowującej do startów w wyścigach. Wyścigową karierę rozpoczął więc dopiero w wieku 20 lat w 2011 roku poprzez starty w Europejskim Pucharze GT4. Tam wystartował jednak jedynie w jednym wyścigu i nie zdołał zdobyć punktów.
Rok później pojawił się w Blancpain Endurance Series, gdzie jednak nie był sklasyfikowany. Jednakże w Brytyjskich Mistrzostwach GT w sezonie 2012 zdołał odnieść zwycięstwo i trzykrotnie stawał na podium. Dorobek 108,5 punktu dał mu 6 lokatę w klasyfikacji generalnej.
W latach 2013–2015 wystartował w 24-godzinnym wyścigu Le Mans. Najlepszy wynik odnotował w pierwszym starcie, kiedy to zajął 3. miejsce w klasie LMP2. W brytyjskim zespole Greaves Motorsport partnerował mu Niemiec Michael Krumm oraz Hiszpan Lucas Ordóñez. W 2015 roku po raz pierwszy wystartował w kategorii LMP1. Reprezentując Nissana, partnerował Francuzowi Olivierowi Pla oraz swojemu rodakowi Maxowi Chiltonowi. Zmagań jednak nie ukończyli.

### Formuła 3
Na sezon 2013 poza wyścigami endurance i długodystansowymi Brytyjczyk podpisał kontrakt z brytyjską ekipą Carlin na starty w Europejskiej Formule 3 oraz w Brytyjskiej Formule 3. Z dorobkiem odpowiednio 12 i 85 punktów ukończył sezon odpowiednio na 21 i szóstej pozycji w klasyfikacji generalnej.

### Seria GP3

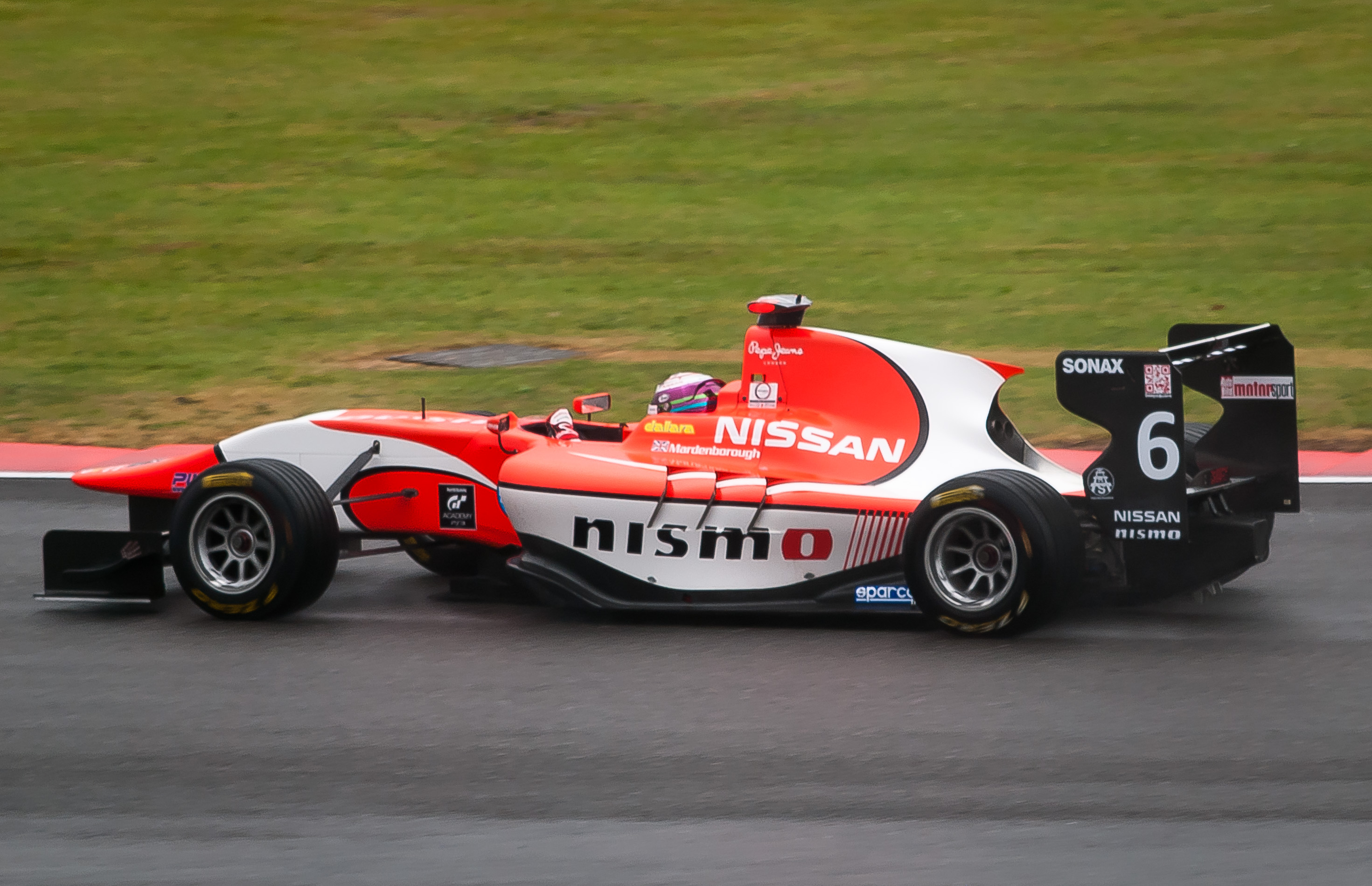
Jann Mardenborough na torze Silverstone Circuit podczas rundy GP3 (2014)

Na sezon 2014 Brytyjczyk podpisał kontrakt z brytyjską ekipą Arden International. Wystartował łącznie w osiemnastu wyścigach, spośród których dwukrotnie stawał na podium. Był najlepszy w drugim wyścigu w Niemczech. Uzbierał łącznie 77 punktów, które zapewniły mu dziewiąte miejsce w końcowej klasyfikacji kierowców.
W roku 2015 Jann przeniósł się do innego angielskiego teamu, Carlin. Sezon rozpoczął obiecująco, głównie za sprawą doświadczenia z oponami Pirelli, które były bardzo wrażliwe na pracę. Dzięki zachowaniu ich w odpowiednim stanie sięgnął po spore punkty w pierwszych trzech wyścigach sezonu. Na torze Circuit de Barcelona-Catalunya stanął na najniższym stopniu podium. Na kolejną zdobycz musiał czekać października. Na rosyjskim torze Soczi ponownie wykorzystał wysokie tempo w końcówce i zdobył punkty, zajmując najniższy stopień podium. Dorobek 58 punktów pozwolił mu zająć 9. miejsce w końcowej klasyfikacji.

### Seria GP2
W sezonie 2015 wystartował w jednym z wyścigów GP2. Reprezentując barwy Carlina na torze Autodromo Nazionale di Monza, Anglik był jednak daleki od zdobyczy punktowej. Rywalizację zakończył odpowiednio na dziewiętnastym i dwudziestym miejscu.

## Wyniki

### GP2
| Legenda oznaczeń w tabelach wyników Wyświetl szablon na nowej stronie | Legenda oznaczeń w tabelach wyników Wyświetl szablon na nowej stronie                                                                     |
| Oznaczenie                                                            | Wyjaśnienie |
| --------------------------------------------------------------------- | --- |
| Złoty                                                                 | Zwycięzca lub mistrzostwo |
| Srebrny                                                               | 2. miejsce lub wicemistrzostwo |
| Brązowy                                                               | 3. miejsce lub II wicemistrzostwo |
| Zielony                                                               | Ukończył, punktował (w klasyfikacji generalnej, gdy zdobył co najmniej jeden punkt na przestrzeni sezonu, poza trzema powyższymi opcjami) |
| Niebieski                                                             | Ukończył, nie punktował (w klasyfikacji generalnej, gdy nie zdobył co najmniej jednego punktu na przestrzeni sezonu)                      |
| Czerwony                                                              | Nie zakwalifikował się (NZ) |
| Czerwony                                                              | Nie prekwalifikował się (NPK) |
| Różowy                                                                | Nie ukończył (NU) |
| Różowy                                                                | Niesklasyfikowany (NS) (w klasyfikacji generalnej, gdy nie został sklasyfikowany w żadnym wyścigu sezonu)                                 |
| Czarny                                                                | Zdyskwalifikowany (DK) |
| Czarny                                                                | Wykluczony (WYK/EX) |
| Biały                                                                 | Nie wystartował (NW) |
| Biały                                                                 | Kontuzjowany (K/INJ) |
| Biały                                                                 | Wyścig odwołany (OD/C) |
| Bez koloru                                                            | Został wycofany (WYC/WD) |
| Bez koloru                                                            | Nie przybył (NP/DNA) |
| Bez koloru                                                            | Nie brał udziału w treningach (NT/DNP) |
| Bez koloru                                                            | Nie został zgłoszony (–) |
| Pogrubienie                                                           | Start z pole position |
| Kursywa                                                               | Najszybsze okrążenie wyścigu |
| †                                                                     | Nie ukończył, ale jego rezultat został zaliczony ze względu na przejechanie więcej niż 90% dystansu wyścigu.                              |
| *                                                                     | Sezon w trakcie |
| 1/2/3                                                                 | Punktowana pozycja w sprincie kwalifikacyjnym                                                                                             |
| Lista systemów punktacji Formuły 1                                    | |

| Rok  | Zespół | Wyniki w poszczególnych eliminacjach | Wyniki w poszczególnych eliminacjach | Wyniki w poszczególnych eliminacjach | Wyniki w poszczególnych eliminacjach | Wyniki w poszczególnych eliminacjach | Wyniki w poszczególnych eliminacjach | Wyniki w poszczególnych eliminacjach | Wyniki w poszczególnych eliminacjach | Wyniki w poszczególnych eliminacjach | Wyniki w poszczególnych eliminacjach | Wyniki w poszczególnych eliminacjach | Wyniki w poszczególnych eliminacjach | Wyniki w poszczególnych eliminacjach | Wyniki w poszczególnych eliminacjach | Wyniki w poszczególnych eliminacjach | Wyniki w poszczególnych eliminacjach | Wyniki w poszczególnych eliminacjach | Wyniki w poszczególnych eliminacjach | Wyniki w poszczególnych eliminacjach | Wyniki w poszczególnych eliminacjach | Wyniki w poszczególnych eliminacjach | Punkty | Pozycja |
| ---- | ------ | ------------------------------------ | ------------------------------------ | ------------------------------------ | ------------------------------------ | ------------------------------------ | ------------------------------------ | ------------------------------------ | ------------------------------------ | ------------------------------------ | ------------------------------------ | ------------------------------------ | ------------------------------------ | ------------------------------------ | ------------------------------------ | ------------------------------------ | ------------------------------------ | ------------------------------------ | ------------------------------------ | ------------------------------------ | ------------------------------------ | ------------------------------------ | ------ | ------- |
| 2015 | Carlin | BHR                                  | BHR                                  | ESP                                  | ESP                                  | MON                                  | MON                                  | AUT                                  | AUT                                  | GBR                                  | GBR                                  | HUN                                  | HUN                                  | BEL                                  | BEL                                  | ITA                                  | ITA                                  | RUS                                  | RUS                                  | BHR                                  | BHR                                  | ARE                                  | 0      | 35      |
| 2015 | Carlin | -                                    | -                                    | -                                    | -                                    | -                                    | -                                    | -                                    | -                                    | -                                    | -                                    | -                                    | -                                    | -                                    | -                                    | 19                                   | 20                                   | -                                    | -                                    | -                                    | -                                    | -                                    | 0      | 35      |

### GP3
| Legenda oznaczeń w tabelach wyników Wyświetl szablon na nowej stronie | Legenda oznaczeń w tabelach wyników Wyświetl szablon na nowej stronie                                                                     |
| Oznaczenie                                                            | Wyjaśnienie |
| --------------------------------------------------------------------- | --- |
| Złoty                                                                 | Zwycięzca lub mistrzostwo |
| Srebrny                                                               | 2. miejsce lub wicemistrzostwo |
| Brązowy                                                               | 3. miejsce lub II wicemistrzostwo |
| Zielony                                                               | Ukończył, punktował (w klasyfikacji generalnej, gdy zdobył co najmniej jeden punkt na przestrzeni sezonu, poza trzema powyższymi opcjami) |
| Niebieski                                                             | Ukończył, nie punktował (w klasyfikacji generalnej, gdy nie zdobył co najmniej jednego punktu na przestrzeni sezonu)                      |
| Czerwony                                                              | Nie zakwalifikował się (NZ) |
| Czerwony                                                              | Nie prekwalifikował się (NPK) |
| Różowy                                                                | Nie ukończył (NU) |
| Różowy                                                                | Niesklasyfikowany (NS) (w klasyfikacji generalnej, gdy nie został sklasyfikowany w żadnym wyścigu sezonu)                                 |
| Czarny                                                                | Zdyskwalifikowany (DK) |
| Czarny                                                                | Wykluczony (WYK/EX) |
| Biały                                                                 | Nie wystartował (NW) |
| Biały                                                                 | Kontuzjowany (K/INJ) |
| Biały                                                                 | Wyścig odwołany (OD/C) |
| Bez koloru                                                            | Został wycofany (WYC/WD) |
| Bez koloru                                                            | Nie przybył (NP/DNA) |
| Bez koloru                                                            | Nie brał udziału w treningach (NT/DNP) |
| Bez koloru                                                            | Nie został zgłoszony (–) |
| Pogrubienie                                                           | Start z pole position |
| Kursywa                                                               | Najszybsze okrążenie wyścigu |
| †                                                                     | Nie ukończył, ale jego rezultat został zaliczony ze względu na przejechanie więcej niż 90% dystansu wyścigu.                              |
| *                                                                     | Sezon w trakcie |
| 1/2/3                                                                 | Punktowana pozycja w sprincie kwalifikacyjnym                                                                                             |
| Lista systemów punktacji Formuły 1                                    | |

| Rok  | Zespół              | Wyniki w poszczególnych eliminacjach | Wyniki w poszczególnych eliminacjach | Wyniki w poszczególnych eliminacjach | Wyniki w poszczególnych eliminacjach | Wyniki w poszczególnych eliminacjach | Wyniki w poszczególnych eliminacjach | Wyniki w poszczególnych eliminacjach | Wyniki w poszczególnych eliminacjach | Wyniki w poszczególnych eliminacjach | Wyniki w poszczególnych eliminacjach | Wyniki w poszczególnych eliminacjach | Wyniki w poszczególnych eliminacjach | Wyniki w poszczególnych eliminacjach | Wyniki w poszczególnych eliminacjach | Wyniki w poszczególnych eliminacjach | Wyniki w poszczególnych eliminacjach | Wyniki w poszczególnych eliminacjach | Wyniki w poszczególnych eliminacjach | Punkty | Pozycja |
| ---- | ------------------- | ------------------------------------ | ------------------------------------ | ------------------------------------ | ------------------------------------ | ------------------------------------ | ------------------------------------ | ------------------------------------ | ------------------------------------ | ------------------------------------ | ------------------------------------ | ------------------------------------ | ------------------------------------ | ------------------------------------ | ------------------------------------ | ------------------------------------ | ------------------------------------ | ------------------------------------ | ------------------------------------ | ------ | ------- |
| 2014 | Arden International | ESP                                  | ESP                                  | AUT                                  | AUT                                  | GBR                                  | GBR                                  | DEU                                  | DEU                                  | HUN                                  | HUN                                  | BEL                                  | BEL                                  | ITA                                  | ITA                                  | RUS                                  | RUS                                  | ARE                                  | ARE                                  | 77     | 9       |
| 2014 | Arden International | 14                                   | 14                                   | 11                                   | NU                                   | 9                                    | 15                                   | 8                                    | 1                                    | 7                                    | 3                                    | 4                                    | 4                                    | 11                                   | NU                                   | 6                                    | 4                                    | 13                                   | NU                                   | 77     | 9       |
| 2015 | Carlin              | ESP                                  | ESP                                  | AUT                                  | AUT                                  | GBR                                  | GBR                                  | HUN                                  | HUN                                  | BEL                                  | BEL                                  | ITA                                  | ITA                                  | RUS                                  | RUS                                  | BHR                                  | BHR                                  | ARE                                  | ARE                                  | 58     | 9       |
| 2015 | Carlin              | 4                                    | 3                                    | 5                                    | 13                                   | 17                                   | 15                                   | NU                                   | 17                                   | NU                                   | 12                                   | -                                    | -                                    | 5                                    | 3                                    | 7                                    | NU                                   | -                                    | -                                    | 58     | 9       |

### Podsumowanie
| Sezon | Seria                                       | Zespół                                          | Wyścigi | Zwycięstwa | PP | NO | Podium | Punkty | Pozycja |
| ----- | ------------------------------------------- | ----------------------------------------------- | ------- | ---------- | -- | -- | ------ | ------ | ------- |
| 2011  | GT4 European Cup                            | RJN Motorsport                                  | 1       | 0          | 0  | 0  | 0      | 0      | NS      |
| 2012  | British GT Championship – GT3               | RJN Motorsport                                  | 10      | 1          | 1  | 0  | 3      | 108,5  | 6       |
| 2012  | Blancpain Endurance Series – GT3 Pro-Am Cup | GT Academy Team RJN                             | 4       | 0          | 0  | 0  | 0      | 0      | NS      |
| 2013  | Masters of Formula 3                        | Carlin                                          | 1       | 0          | 0  | 0  | 0      | N/A    | 13      |
| 2013  | Europejska Formuła 3                        | Carlin                                          | 30      | 0          | 0  | 0  | 1      | 12     | 21      |
| 2013  | Toyota Racing Series                        | ETEC Motorsport                                 | 15      | 0          | 0  | 0  | 0      | 491    | 10      |
| 2013  | Brytyjska Formuła 3                         | Carlin                                          | 12      | 0          | 0  | 0  | 2      | 85     | 6       |
| 2013  | Blancpain Endurance Series – GT3 Pro-Am Cup | Carlin                                          | 1       | 0          | 0  | 0  | 1      | 0      | NS†     |
| 2013  | World Endurance Championship – LMP2         | Greaves Motorsport                              | 1       | 0          | 0  | 0  | 0      | 30     | 12      |
| 2013  | 24h Le Mans                                 | Greaves Motorsport                              | 1       | 0          | 0  | 0  | 0      | N/A    | 3       |
| 2013  | World Endurance Championship                | Greaves Motorsport                              |         |            |    |    |        | 4      | 32      |
| 2014  | Seria GP3                                   | Arden International                             | 18      | 1          | 0  | 2  | 2      | 77     | 9       |
| 2014  | Toyota Racing Series New Zealand            | Giles Motorsport                                | 15      | 3          | 1  | 2  | 7      | 790    | 2       |
| 2014  | 24h Le Mans – LMP2                          | OAK Racing                                      | 1       | 0          | 0  | 0  | 0      | N/A    | 5       |
| 2014  | British GT Championship – GT3               | Nissan GT Academy Team RJN                      | 1       | 0          | 0  | 0  | 0      | 0      | NS      |
| 2014  | United Sports Car Championship - Prototype  | Muscle Milk Pickett Racing                      | 1       | 0          | 0  | 0  | 0      | 19     | 51      |
| 2015  | Seria GP3                                   | Carlin                                          | 14      | 0          | 0  | 0  | 2      | 58     | 9       |
| 2015  | Blancpain Endurance Series                  | Nissan GT Academy RJN Motorsport (klasa Pro-Am) | 1       | 0          | 0  | 0  | 1      | 18     | 18      |
| 2015  | 24h Le Mans                                 | Nissan Motorsports                              | 1       | 0          | 0  | 0  | 0      | N/A    | NW      |
| 2015  | World Endurance Championship                | Nissan Motorsports (klasa LMP1)                 | 1       | 0          | 0  | 0  | 0      | 0      | 34      |
| 2015  | Seria GP2                                   | Carlin                                          | 2       | 0          | 0  | 0  | 0      | 0      | 35      |